# Schornmoos
Das Naturschutzgebiet Schornmoos liegt auf dem Gebiet des Marktes Unterthingau im schwäbischen Landkreis Ostallgäu südwestlich von Oberthingau, einem Gemeindeteil von Unterthingau.
Westlich des Gebietes fließt die Kirnach, östlich verläuft die OAL 3 und fließt der Luttenbach, ein linker Zufluss der ebenfalls östlich fließenden Wertach. Der Luttenbach hat im Naturschutzgebiet seine Quelle.

## Bedeutung
Das 75,62 ha große Gebiet mit der Nr. NSG-00072.01 wurde im Jahr 1956 unter Naturschutz gestellt. Es handelt sich um ein naturbelassenes Bergkiefernhochmoor.